# Nangklao
Nangklao (Rama III) o Rey Jessadabodindra (nombre Real completo Prabath Somdej Pra Paramadhiwarasetha Maha Jessadabodindra Siammintarawirodom Borommadhammikkarajadhirat Boromanathbopitra Phra Nangklao Chaoyuhua; en tailandés: พระบาทสมเด็จพระปรมาธิวรเสรฐ มหาเจษฎาบดินทร์ สยามินทรวิโรดม บรมธรรมิกมหาราชาธิราช บรมนารถบพิตร พระนั่งเกล้าเจ้าอยู่หัว; 31 de marzo de 1788 - 2 de abril de 1851), tercer monarca de la dinastía Chakri, fue rey de Siam de 1824 a 1851. 
Nangklao nació durante el reinado de Buddha Yodfa Chulalok o Rama I, su abuelo. Fue el mayor de los hijos del príncipe Issarasundhorn (más tarde el rey Buddha Loetla Nabhalai o Rama II).
Nangklao se incorporó al ejército cuando su padre y abuelo fueron a la guerra contra Birmania. Fue formado como Príncipe real y heredero del trono. Cuando su padre, Rama II, accedió al trono, la rebelión del príncipe Kasutranuchit, último descendiente del rey Taksin, llevó a Nangklao a defender la corona de su padre dirigiendo la guardia real contra el príncipe sublevado, que finalmente fue ejecutado. 
Su padre, Rama II, falleció sin nombrar sucesor cuando Nangklao tenía 37 años. Según la ley sucesoria, debía ocupar el trono el príncipe Mongkut por ser hijo de la reina consorte de Rama II. Sin embargo, la posición de poder efectivo de Nangklao en la estructura de la Corte, con el control del tesoro, la hacienda pública y la judicatura le permitieron que el conjunto de la nobleza lo reclamase como soberano. Mongkut debió sufrir un exilio interior e internarse durante un tiempo como monje budista, al tiempo que recorrió el país alejado de la capital.
Dado que la tradición y la leyenda de la dinastía Chakri atribuía a quien ocupase el trono como Rama III el título de “el último rey”, Nangklao no quiso adoptar ese nombre y eliminó el orden dado anteriormente a la dinastía llamando a Rama I como Buddha Yodfa Chulaloke y a Rama II como Buddha Loetla Nabhalai, autodenominándose así mismo como rey Jessadabodindra. Tras su reinado, se volvió a la numeración de la dinastía, designándose a Nangklao como Rama III. 
Durante los 27 años de reinado, el comercio entre Tailandia y China llegó a ser muy próspero y en los que el rey mantuvo sustanciosos negocios y obtuvo grandes riquezas personales. La gran fortuna acumulada era defendida por el monarca como instrumento de garantía de Tailandia ante cualquier eventualidad futura frente a un poder extranjero. Además, Tailandia se convirtió en una gran potencia militar en la zona, repeliendo las invasiones vietnamitas y colaborando en la derrota de Birmania frente a los británicos. Ocupó parte de Camboya que se repartió con Vietnam, así como Laos.
Fue un ferviente devoto budista y fueron conocidas y apreciadas sus obras de caridad con los más pobres y las numerosas donaciones al culto. Fomentó la construcción de monasterios y templos. 
| Predecesor: Buddha Loetla Nabhalai | Rey de Tailandia 1824 - 1851 | Sucesor: Mongkut |